# Ketman
Ketman (arab. ‏كتمان‎ kitmān „ukrywanie, zatajanie”) – w islamie oznacza warunkowe zwolnienie z okazywania wiary, możliwe do zastosowania tylko w skrajnych przypadkach (przymusu lub zagrożenia). W krańcowej formie umożliwia pozorne wyparcie się wiary (apostazja w sensie ogólnym, a ridda w islamie).